# Al-Mu'minun
Al-Mu'minun (arabe : سُورَةُ ٱلْمُؤْمِنُونَ, français : Les croyants) est le nom traditionnellement donné à la 23e sourate du Coran, le livre sacré de l'islam. Elle comporte 118 versets. Rédigée en arabe comme l'ensemble de l'œuvre religieuse, elle fut proclamée, selon la tradition musulmane, durant la période mecquoise.

## Origine du nom
Bien que le titre ne fasse pas directement partie du texte coranique, la tradition musulmane a donné comme nom à cette sourate Les croyants. Le titre provient du verset 1.

## Historique
Il n'existe à ce jour pas de sources ou documents historiques permettant de s'assurer de l'ordre chronologique des sourates du Coran. Néanmoins selon une chronologie musulmane attribuée à Ǧaʿfar al-Ṣādiq (VIIIe siècle) et largement diffusée en 1924 sous l’autorité d’al-Azhar,, cette sourate occupe la 74e place. Elle aurait été proclamée pendant la période mecquoise, c'est-à-dire schématiquement durant la première partie de l'histoire de Mahomet avant de quitter La Mecque. Contestée dès le XIXe par des recherches universitaires, cette chronologie a été revue par Nöldeke,, pour qui cette sourate est la 64e. 
Nöldeke voyait dans cette sourate un texte n'ayant pas subi de modification postérieure à la prédication de Mahomet. Cette hypothèse est appuyée par Blachère qui remarque tout de même quelques additions possibles tandis que Bell suppose, pour sa part, que cette sourate est la réunion de textes d'époques différentes. Le noyau primitif aurait été les versets 12-14 et 17-21. 
Dye relève la structure organisée concentrique des 11 premiers versets, excepté les versets 5-6 qui « rompent le rythme ». L'auteur présente l’hypothèse d’une interpolation plus tardive de ceux-ci.

## Interprétations
Pour Dye, hormis ces versets 5-6, « on pourrait presque penser à la version arabe d’un texte de direction spirituelle syriaque, tant ce passage paraît influencé par la piété monacale syrienne ». Pour Dye, le verset 50 est une référence aux traditions de l’église de Kathisma (située entre Jérusalem et Bethléem). Pour Tesei, les versets 99 et 100 renvoient aux traditions et exégèses concernant l’Évangile de Luc. Un parallèle est, ainsi, fait avec une homélie de Narsaï. 
Azaiez fait le lien entre le contre-discours des versets 82 et 83 et ceux présents dans le Talmud et dans les Évangiles. Comme dans le Talmud, où les opposants sont désignés sous des noms génériques, le terme min, utilisé dans le Coran, pourrait davantage faire référence « à des personnages fictifs empruntés à la littérature biblique et parabiblique » qu’à des personnages historiques.
Pour Grodzki, le sens exact de mušrikūn fait encore débat. L’usage coranique de ce terme appartient au vocabulaire polémique et les descriptions de leurs croyances sont parfois contradictoires. Patricia Crone, dans un article de 2012, propose d’y voir, non des polythéistes mais des monothéistes de type monistes. Pregill propose davantage d’y voir une référence aux sadducéens, croyant en Dieu mais pas à la résurrection. Reynolds fait remarquer que ces figures, peut-être construites pour leur rôle dramatique, critiquent l’aspect ancien des doctrines professées par Mahomet. Pour Stefanidis, cela peut évoquer la présence ancienne de missionnaires chrétiens ou juifs. Le terme utilisé « asāṭīr al-awwalīn » (« Histoire des anciens ») ne possède ni en arabe ni en syriaque, ni en grec (l’hypothèse d’un mot emprunté est défendue par Khalfallah en 2012). Pour Chabbi, il est possible que « la dimension dépréciative de cette expression réside dans le fait qu'elle souligne l'exogénéité du matériau biblique coranique aux yeux des parents du Prophète ».
Younes remarque deux erreurs de cas grammaticaux et le fait que les auteurs anciens ne les évoquent pas. Pour l’auteur, « une conclusion qui peut être tirée du silence de ces sources est que l'attribution d'un cas n'était pas aussi importante qu'on l'a prétendu plus tard puisque le sens n'est pas affecté par les différences. ».

Texte de la sourate (Coran datant de 1874)
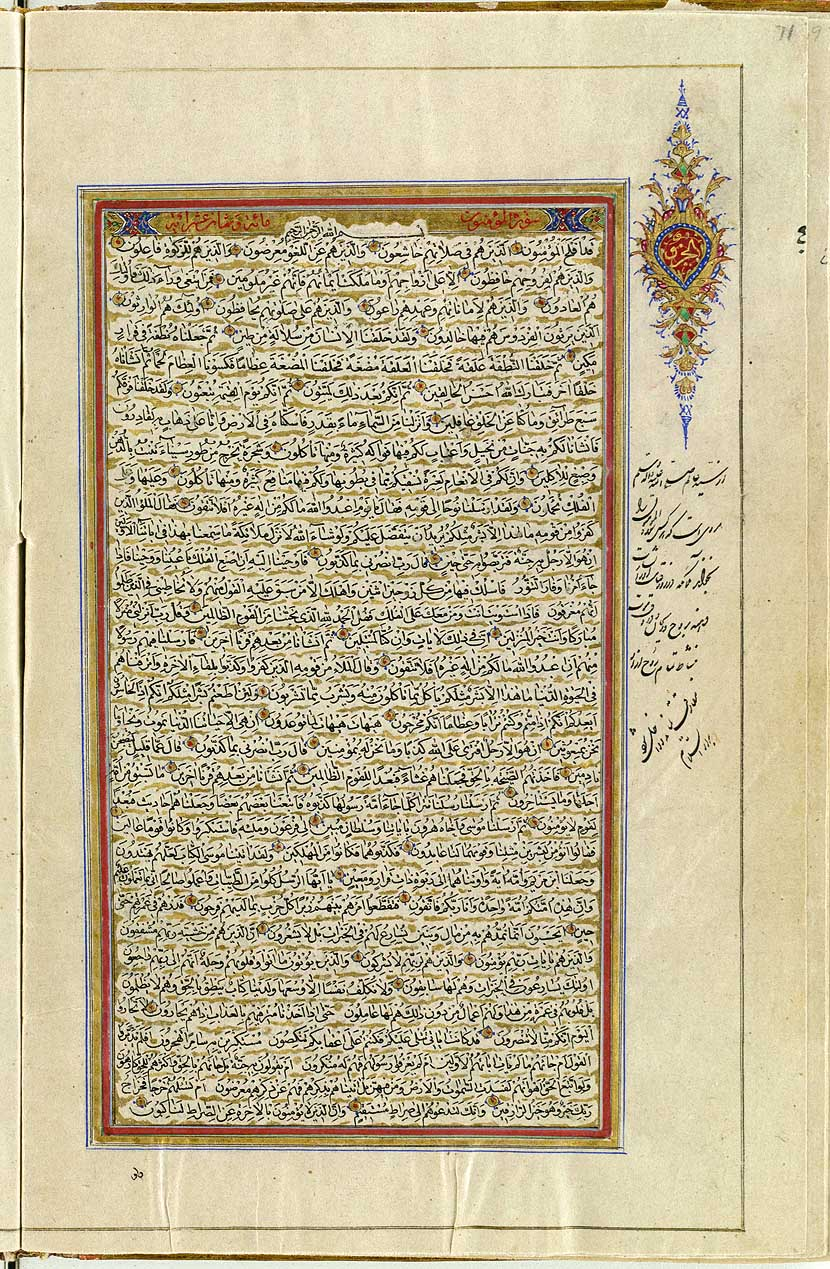
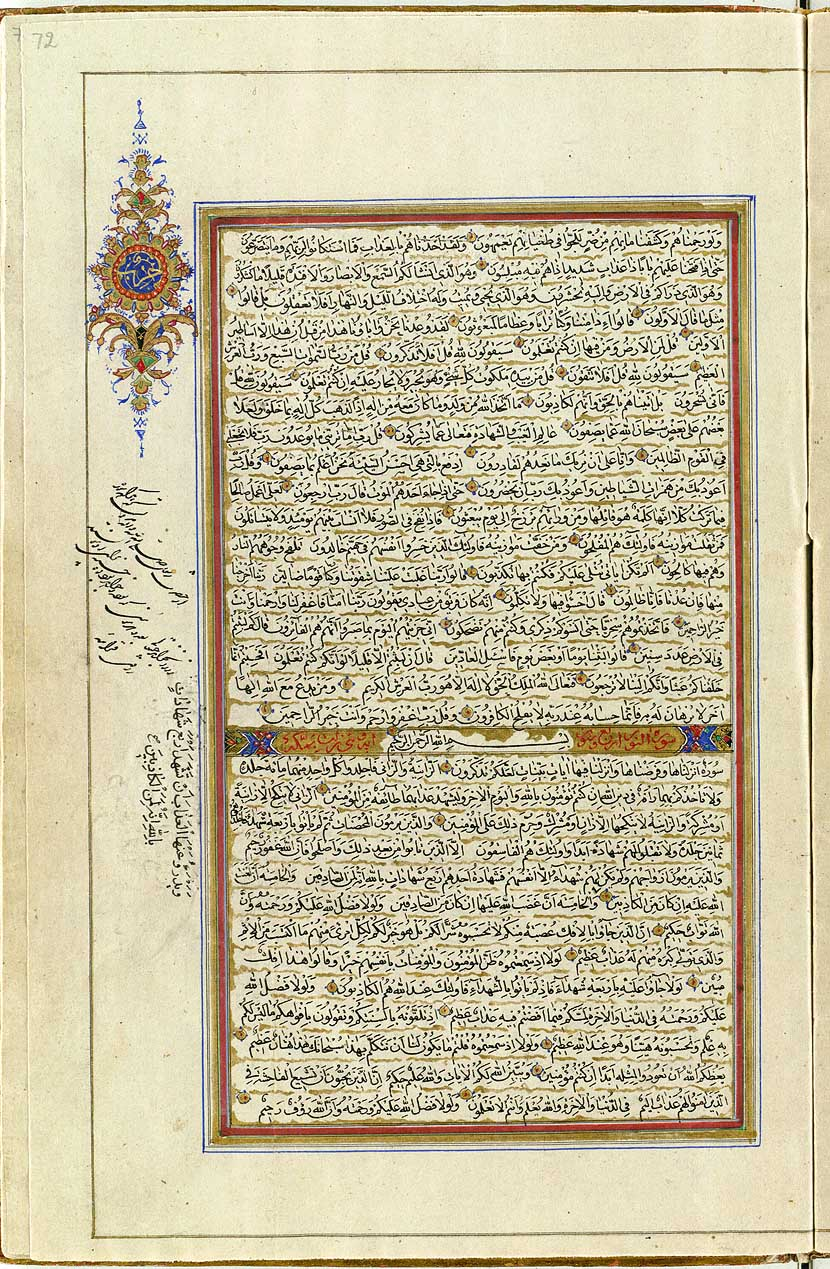